# یوسف بن علی
یوسف بن علی (انگلیسی: Youssef Benali؛ زادهٔ ۲۸ مهٔ ۱۹۸۷) بازیکن هندبال تونسی‌تبار  اهل قطر است.